# Iris variegata
Iris variegata es una especie de planta del género Iris, también del subgénero Iris. Es una especie rizomatosa perenne del este de Europa. Posee hojas verde oscuro, acanaladas. Los tallos florecidos ramificados pueden ser tan altos como las hojas, ellos pueden tener de 2 a 3 flores en verano. Las flores son amarillentas - blancuzcas, con venas marrones -violeta en los pétalos que cuelgan. Es una especie muy resistente y es frecuentemente cultivada como planta ornamental en regiones templadas.

## Descripción
A menudo se confunde Iris variegata con  Iris pallida 'Argentea Variegata, que posee hojas jaspeadas. Pero en cambio  Iris variegata tiene flores jaspeadas.
Posee un rizoma robusto, con raíces que penetran unos 10 cm en el suelo.
Sus hojas miden aproximadamente de 1 a 4 cm de ancho, son acanaladas y de color verde oscuro. Son ligeramente falcadas (forma de espada).
En estado silvestre posee una altura variable de 30 a 45 cm. Pero por lo general mide cerca de 45 cm de altura, Los tallos de floración ramificada pueden ser tan altos como las hojas. Normalmente tiene de 2 a 3 flores por tallo. Las flores que carecen de perfume aparecen a principios del verano, de mayo a junio.
El tubo periantio mide 2 a 2.5 cm de largo. Las flores son de color blanco amarillento, con vetas de color marrón púrpura en los pétalos que cuelgan. Las flores son generalmente de unos 5 a 7 cm de ancho. Los pétalos colgantes son de forma oblonga y miden casi 2 cm de ancho, de color amarillo con venas moradas o castañas, que son más oscuras más cerca del ápice. Tiene una barba amarilla en el centro en la parte inferior de los pétalos colgantes, los estándares son erectos, (varían en color) de amarillo pálido a amarillo brillante y dorado.

## Distribución y hábitat
Es una planta nativa de partes de Europa.

### Zonas donde crece
Iris variegata crece en la Panonia (antigua provincia romana) región central de Europa.  Se le encuentra en el sur de Moravia, sur de Eslovaquia, suroeste de Alemania, sur de Rumania, Bulgaria, oeste de Ucrania, Croacia, Checoeslovaquia, Serbia, Hungría y Viena, Austria .
Ha sido introducida en Suiza, Bohemia e Italia.

### Hábitat
Prefiere crecer en zonas rocosas abiertas y entre matorrales y pequeños arbustos,   y también en pendientes asoleadas de las estepas y a la vera de los bosques.

## Galería

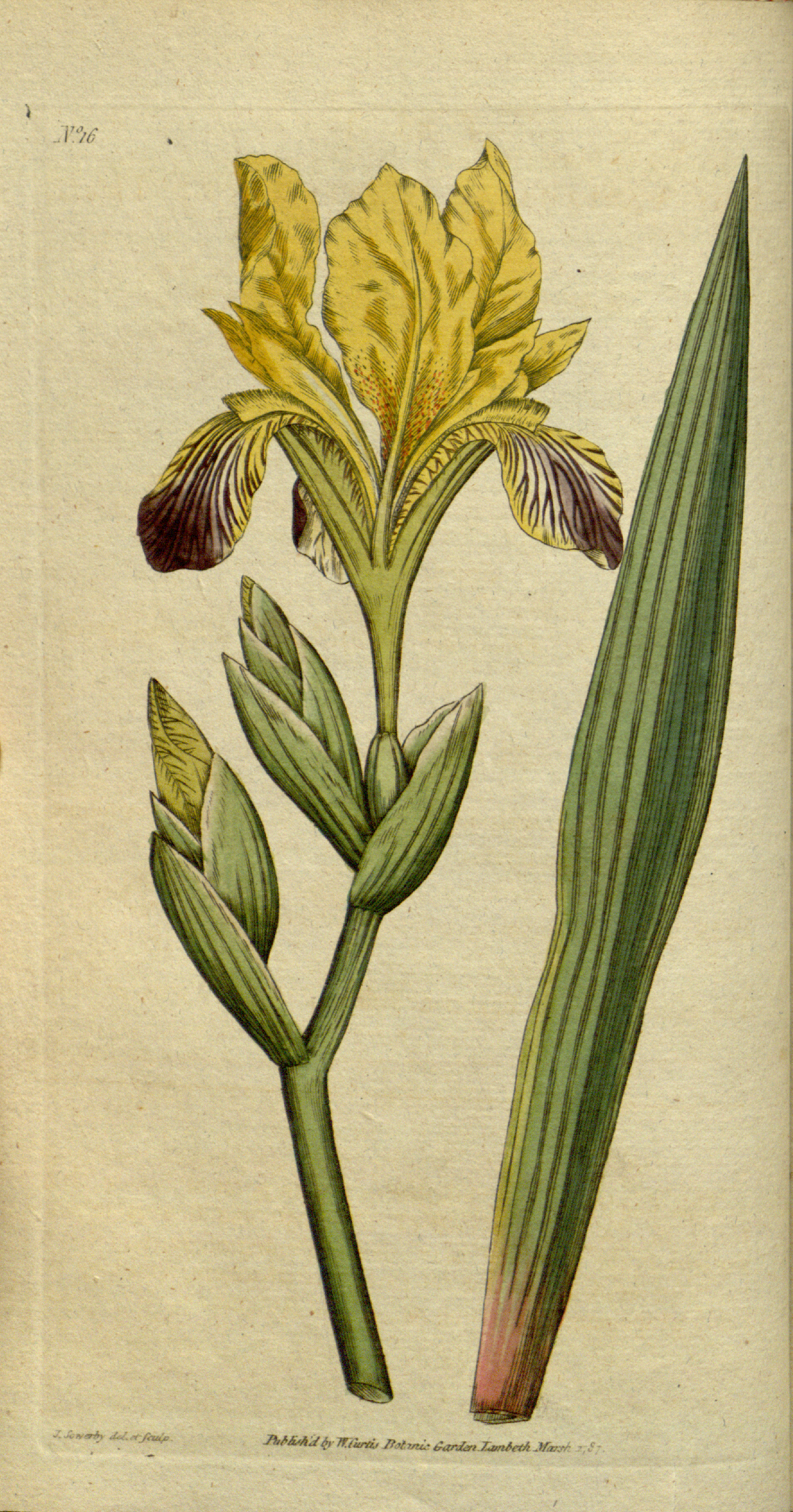
Ilustración en el The Botanical Magazine, Plate 16 (Volumen 1), 1787
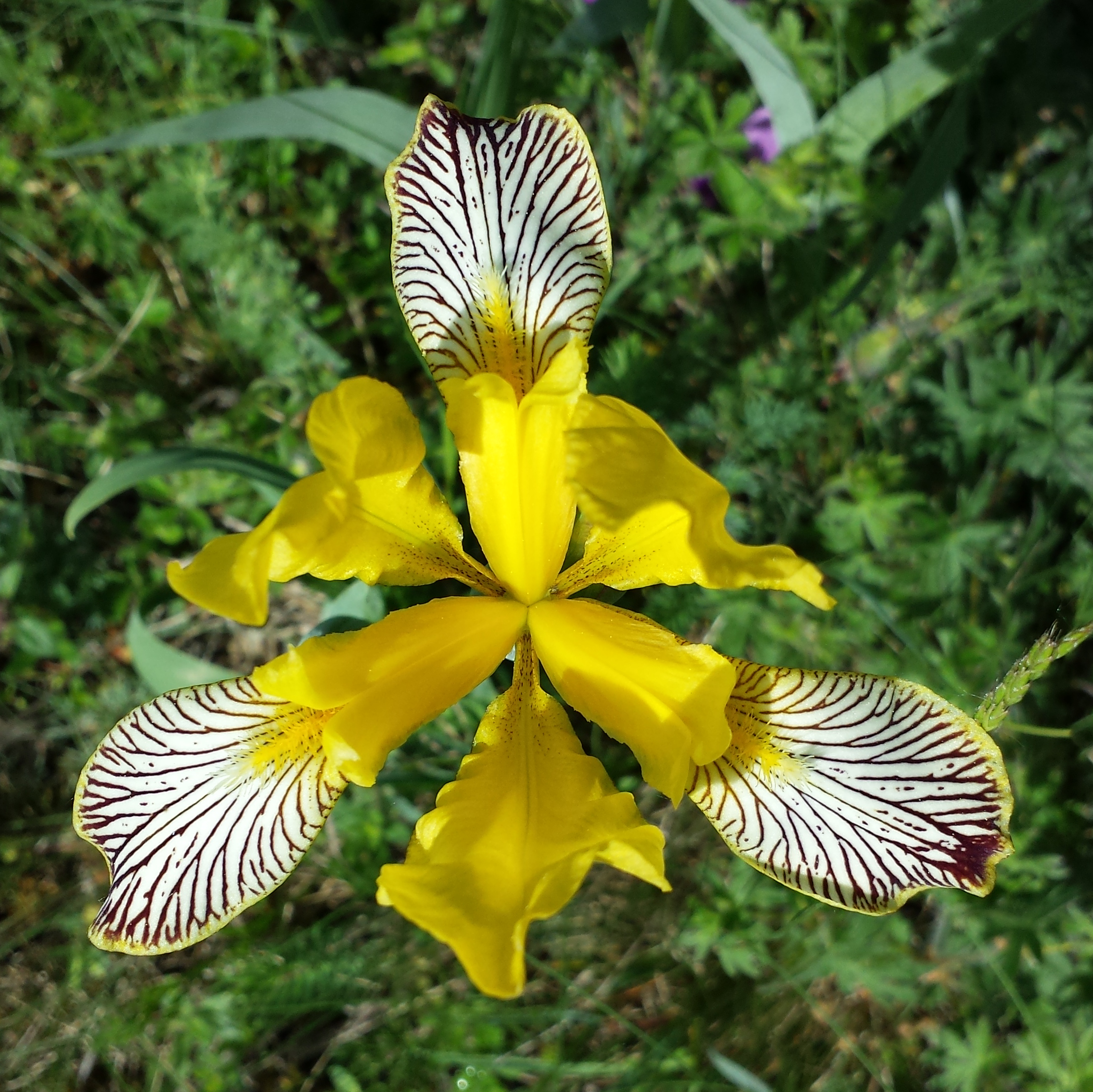
Plano superior de un iris
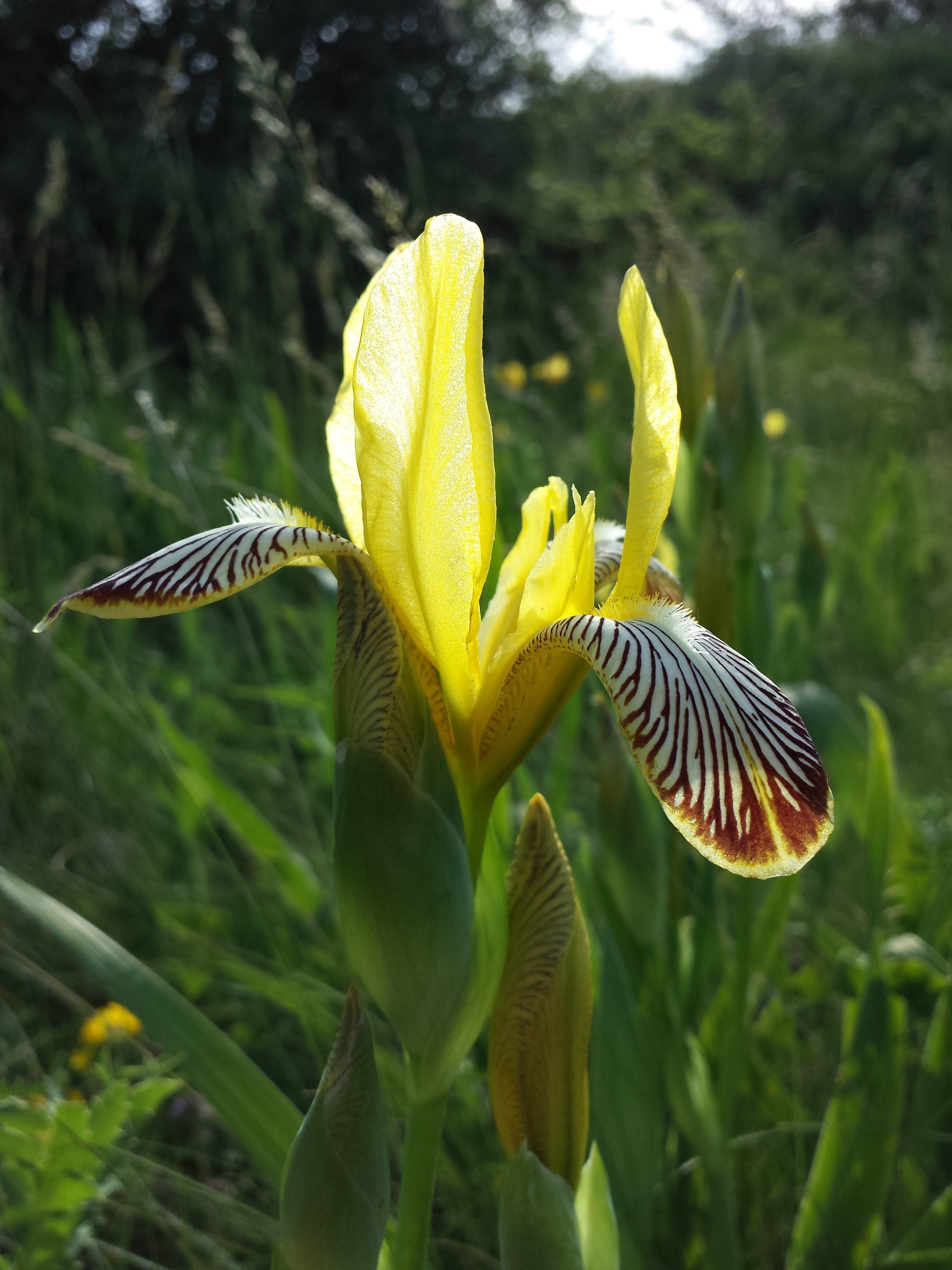
Plano lateral del iris